# Mionica
Mionica (srbskou cyrilicí Мионица) je město a správní středisko stejnojmenné opštiny v Srbsku v Kolubarském okruhu. Nachází se mezi potoky Lepenica a Ribnica (přítoky Kolubary), na úpatí pohoří Maljen, asi 16 km jihovýchodně od města Valjevo a asi 92 km jihozápadně od Bělehradu. V roce 2011 žilo v Mionici 1 571 obyvatel, v celé opštině pak 14 263 obyvatel, z nichž naprostou většinu (95,97 %) tvoří Srbové, ale výraznou národnostní menšinu (2,45 % obyvatelstva) též tvoří Romové. Rozloha města je 1,38 km², rozloha opštiny 329 km².
Kromě města Mionica k opštině patří dalších 35 sídel; Berkovac, Brežđe, Bukovac, Donji Mušić, Dučić, Đurđevac, Golubac, Gornji Lajkovac, Gornji Mušić, Gunjica, Klašnić, Ključ, Komanice, Krčmar, Maljević, Mionica (vesnice pojmenovaná stejně jako město Mionica), Mratišić, Nanomir, Osečenica, Paštrić, Planinica, Popadić, Radobić, Rajković, Rakari, Robaje, Sanković, Struganik, Šušeoka, Tabanović, Todorin Do, Tolić, Velika Marišta, Virovac a Vrtiglav.
Většina obyvatel se zabývá zpracovatelským průmyslem, dále pak maloobchodem, velkoobchodem, opravami, správou a sociálním zabezpečením, vyučováním a prací ve zdravotnických zařízeních. Obyvatelé se rovněž věnují chovu dobytka a pěstování ovoce v sadech.